# Hans Heinz (Theologe)
Johann „Hans“ Heinz (* 30. April 1930 in Wien; † 27. Januar 2021 in Braunau am Inn) war ein Theologe der protestantischen Freikirche der Siebenten-Tags-Adventisten und Autor zahlreicher Bücher. Er prägte Generationen von Pastoren und Theologiestudenten und war Referent bei theologischen Tagungen und Missionskonferenzen.

## Ausbildung und Tätigkeit
Hans Heinz besuchte ab 1949 das adventistische Missionsseminar Bogenhofen und studierte anschließend bis 1953 adventistische Theologie am Séminaire du Salève (Collonges, Frankreich), wo er von dem Theologen Alfred Vaucher (1887–1993) geprägt wurde. Nach einschlägiger praktischer Erfahrung als Pastor und Evangelist der Adventgemeinde in Wien war er ab 1957 für 21 Jahre als theologischer Lehrer am Seminar Schloss Bogenhofen tätig, davon sieben Jahre lang als Direktor dieser Einrichtung. In dieser Zeit widmete er sich auch weiterführenden Studien an den Universitäten Wien und Salzburg. 1981 promovierte er an der amerikanischen Andrews University (Michigan) zum Theologiae Doctor (Th.D.) mit einer Dissertation über den römisch-katholischen Verdienstbegriff in Auseinandersetzung mit Luthers Rechtfertigungslehre. Gegen den ökumenischen Trend sieht er in der Rechtfertigungslehre einen fortwirkenden kirchentrennenden Unterschied zwischen Luther und der zeitgenössischen katholischen Lehre. Heinz zählt zu den bekanntesten Luther-Spezialisten innerhalb der Freikirche der Siebenten-Tags-Adventisten. Von 1982 bis 1995 leitete er das Theologische Seminar Marienhöhe am Schulzentrum Marienhöhe, Darmstadt. Dort begründete er auch das Jahrbuch Spes Christiana, das heute an der Theologischen Hochschule Friedensau weitergeführt wird.
Die Verbindung von akademischer Höhe mit Schrifttreue und der Vermittlung einer festen christlich-adventistischen Identität kennzeichneten seine Arbeit. Die Gesamtauflage seiner Bücher erreichte Millionenhöhe.
Sein Sohn Daniel ist Leiter des Historischen Archivs der Siebenten-Tags-Adventisten an der Theologischen Hochschule Friedensau.
Er verstarb im 91. Lebensjahr an den Folgen einer Covid-19-Infektion in Braunau.

## Werke
- Zwischen Zeit und Ewigkeit, Wegweiser-Verlag, Wien 1962, 5. Aufl. 1981. (Übersetzungen ins Serbo-Kroatische, Russische und Armenische)
- Dogmatik. Glaubenslehren der Heiligen Schrift, Bern 1974, 3. Auflage. (Übersetzungen ins Ungarische und Russische)
- Zeiten, Reiche und Regenten. Biblische Prophetie – aktuell, Wegweiser-Verlag, Wien 1976.
- Justification and Merit: Luther vs. Catholicism, Andrews University Seminary Doctoral Dissertation Series, Vol. VIII, Berrien Springs, MI 1984. ISBN 978-1-62032-435-6.
- Leben aus der Zukunft. Wende der Zeit – Wandlung der Welt, Saatkorn-Verlag, Hamburg 1989. ISBN 3-8150-0667-8.
- Aufzurichten den Gehorsam des Glaubens. Ein Leitfaden zum Studium des Römerbriefes, Beiheft zu Spes Christiana, Darmstadt 1992.
- Dein Heil bin ich. Gesammelte Aufsätze zu Rechtfertigung, Heiligung und Vollendung, Adventistica, Band 8, Peter Lang, Frankfurt/Main 2000. ISBN 3-631-37189-6.
- Das Christentum begegnet dem Islam: Eine religiöse Herausforderung, Advent-Verlag, Zürich 2007.
- Glaube, Macht und Hybris. Die katholische Kirche in Geschichte und Prophetie, Basista Media, Mundelsheim 2013. ISBN 9783943475098.
- Triumph der Hoffnung. Auf der Suche nach einer gerechteren Welt, Wegweiser-Verlag, Wien 2015. ISBN 9783903002197.
- Zukunft als Erlösung – Martin Luther und das Weltende. Eine adventistische Deutung, Adventistica, Band 12, Peter Lang, Frankfurt/Main 2017. ISBN 978-3-631-73476-6.
- Radikale Veränderungen: Gestern – heute – morgen, Advent-Verlag, Zürich 2017, 14. rev. Auflage. ISBN 9783905008258. (Übersetzt in 20 Sprachen, u. a. Französisch, Italienisch, Niederländisch, Russisch, Swahili)
- Endzeit und Endziel: Martin Luther und die Zukunft der Welt, Advent-Verlag Schweiz 2017, ISBN 978-3-906 309-15-6